# Asymmetrisk typografi
Till asymmetrisk typografi räknas många olika typografiska uppsättningsarrangemang, bland annat vänsterställda och högerställda samt blandarrangemang. Den är alltså inte likformig i motsats till symmetrisk typografi.